# كينيث كرانهام
كينيث كرانهام (بالإنجليزية: Kenneth Cranham)‏ (و. 1944  م) هو ممثل مسرحي، وممثل أفلام، وممثل تلفزي بريطاني، ولد في دنفيرملين.

## التعليم
تعلم في الأكاديمية الملكية للفنون المسرحية، في تخصص تمثيل (حتى 1966)
.

## وصلات خارجية
- كينيث كرانهام على موقع IMDb (الإنجليزية)
- كينيث كرانهام على موقع قاعدة بيانات الأفلام العربية
- كينيث كرانهام على موقع ألو سيني (الفرنسية)
- كينيث كرانهام على موقع ميوزك برينز (الإنجليزية)
- كينيث كرانهام على موقع أول موفي (الإنجليزية)
- كينيث كرانهام على موقع قاعدة بيانات برودواي على الإنترنت (الإنجليزية)
- كينيث كرانهام على موقع قاعدة بيانات الأفلام السويدية (السويدية)
- كينيث كرانهام على موقع إن إن دي بي (الإنجليزية)
- كينيث كرانهام على موقع ديسكوغز (الإنجليزية)
- كينيث كرانهام على موقع قاعدة بيانات الفيلم (الإنجليزية)